# Tarchia

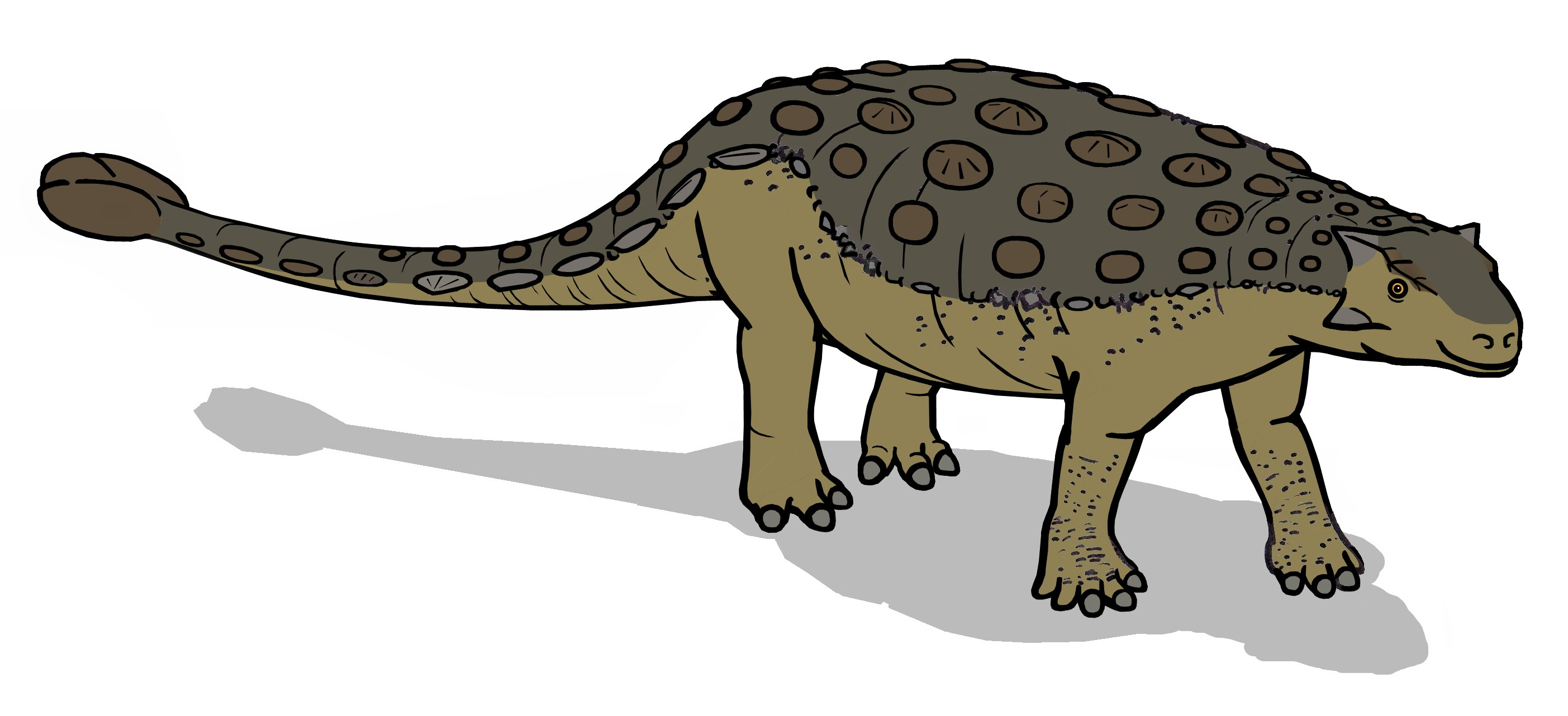
Tarchia kielanae

Tarchia is een geslacht van plantenetende ornithischische dinosauriërs, dat tijdens het late Krijt leefde in het gebied van het huidige Mongolië.

## Vondst en naamgeving
In 1970 vond een Pools-Mongoolse expeditie bij Choelsan in het Nemegtbassin in de provincie Ömnögovĭ de schedel van een ankylosauriër.
In 1977 benoemde en beschreef Teresa Maryańska de typesoort Tarchia kielanae. De geslachtsnaam is afgeleid van tarchi, "brein" in het Mongools, een verwijzing naar het feit dat voornamelijk de hersenpan bewaard was die overigens geen speciaal groot brein bevatte, hoewel Maryańska dacht dat dit groter was dan bij Saichania. De soortaanduiding eert professor Zofia Kielan-Jaworowska, de leidster van de expeditie.
Het holotype, ZPal MgD-I/111 is gevonden in een laag van de Barun Goyot-formatie die dateert uit het late Campanien. Het bestaat uit een schedeldak, hersenpan en achterhoofd. In 2017 bleek de hersenpan horizontaal in tweeën gezaagd te zijn.

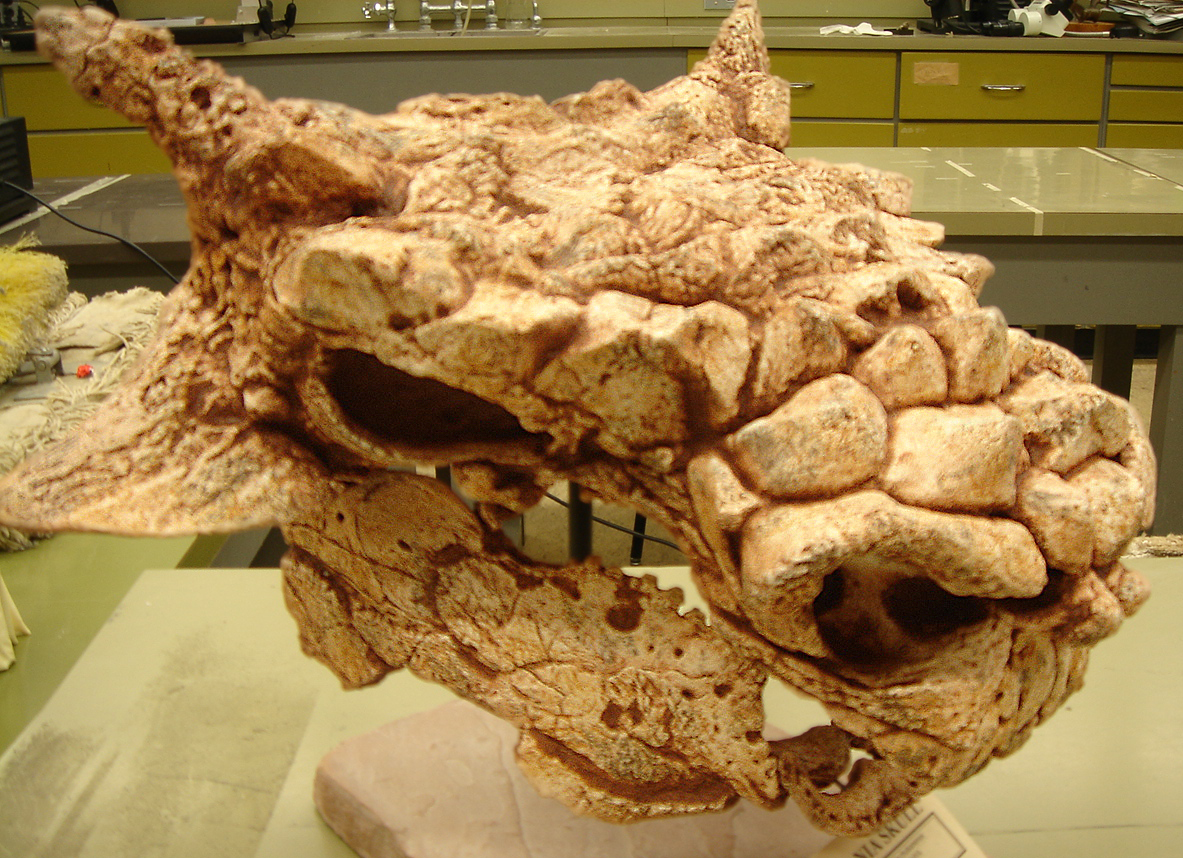
Volgens Arbour is Tarchia gelijk aan Minotaurasaurus

In 1977 wees Tatjana Toemanova Dyoplosaurus giganteus Malejev 1956 toe aan het geslacht Tarchia, als een Tarchia gigantea. Deze is gebaseerd op
specimen PIN 551/29, een fragmentarisch skelet in 1948/1949 door de Sovjet-Mongoolse Expeditie gevonden op de Nemegtu in Mongolië, in de Nemegtformatie uit het late Campanien-Maastrichtien. Het betreft, zoals de soortaanduiding al aangeeft, een zeer groot exemplaar. In 1987 compliceerde Toemanova de zaken zeer door te stellen dat beide soorten identiek waren wat zou betekenen dat Tarchia kielanae een jonger synoniem was van Tarchia gigantea. Het gevolg was dat deze combinatio nova omdat zij eerder benoemd was de gebruikelijke soortnaam werd voor het geslacht. In 2014 echter, stelde Victoria Megan Arbour dat PIN 551/29 in het geheel geen onderscheidende kenmerken had. Dat maakt de normale soortnaam weer Tarchia kielanae — wat overigens volgens de regels hoe dan ook de typesoort blijft.

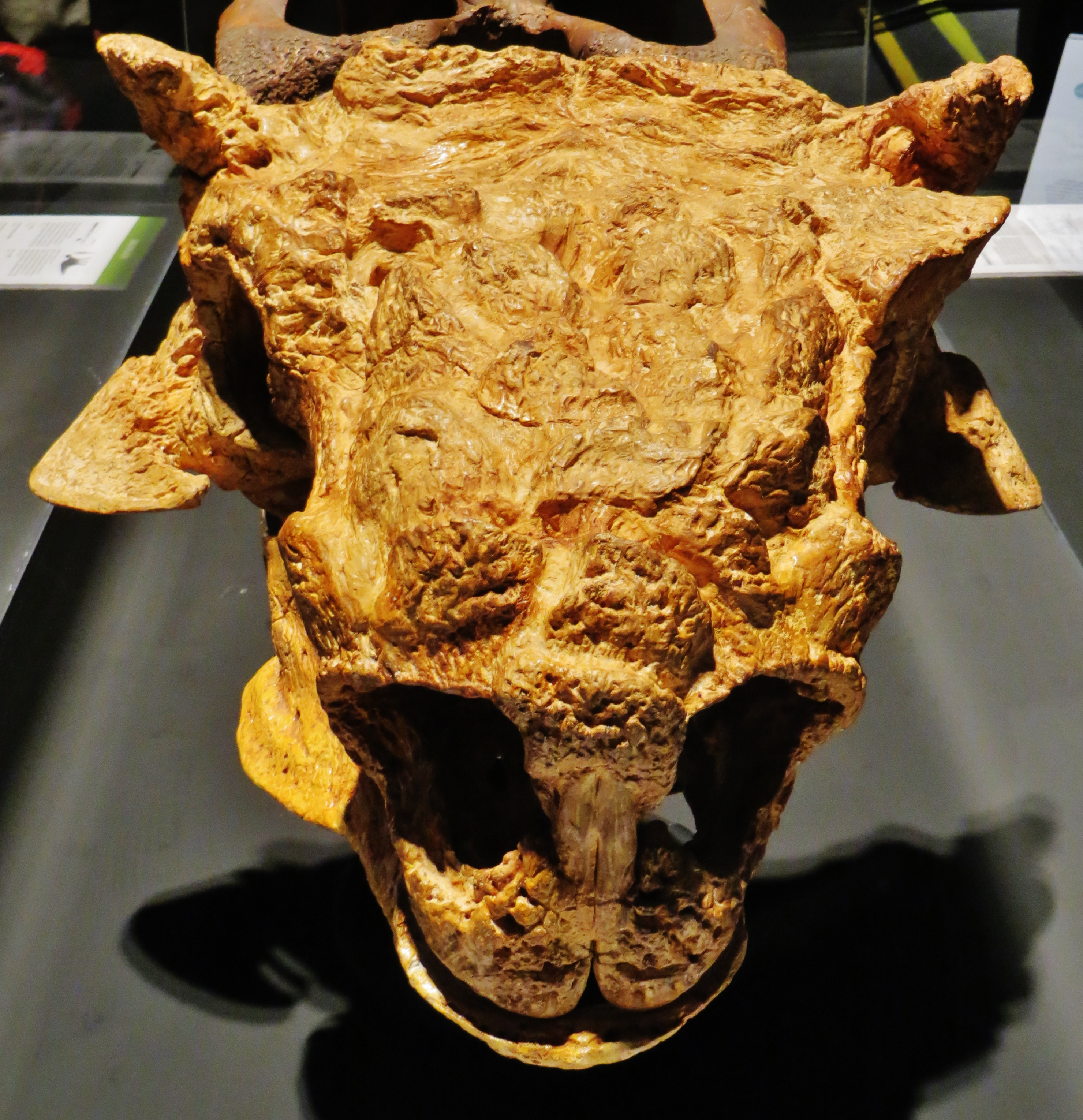
PIN 3142/250 is vaak als Tarchia tentoongesteld maar zou volgens Arbour in feite een exemplaar van Saichania zijn; in 2016 werd het benoemd als een T. teresae

Arbour stelde ook dat Minotaurasaurus Miles & Miles 2009 een jonger synoniem van Tarchia is. Deze soort is gebaseerd op een vermoedelijk illegaal uit Mongolië gesmokkelde schedel die veel completer is. Van een derde specimen, PIN 3142/250, dat in 1977 door Toemanova aan Tarchia toegewezen was, stelde Arbour dat het aan Saichania toebehoorde. Dat zou betekenen dat bestaande illustraties van Tarchia, welke alle op deze schedel gebaseerd zijn, incorrect zouden wezen. Door Maryańska waren nog drie specimina toegewezen: ZPAL MgDI/43, bestaande uit twee "vrije" staartwervels, twaalf staartwervels in de hendel van de staartknots en een pantserschildje; ZPAL MgDI/49, een rechteropperarmbeen; en PIN 3142/251, een skelet met schedel dat niet beschreven is. Deze hield Arbour buiten het materiaal wegens het gebrek aan overlappende elementen.
In 2016/2017 stelde Paul Penkalski dat PIN 3142/250 een apart taxon was dat hij benoemde als een derde soort van Tarchia: Tarchia teresae waarvan de soortaanduiding Maryańska eert. Tarchia kielanae zou niet aan Minotaurasaurus identiek zijn. Het materiaal uit het Campanien van Mongolië zou dus bij elkaar minstens vijf soorten vertegenwoordigen. ZPAL MgD I/43 werd door hem aan T. teresae toegewezen. In 2017 werd de hersenpan van PIN 3142/250 beschreven.
In 2021 werd een vierde soort benoemd: Tarchia tumanovae, gebaseerd op het in 2008 gevonden en in 2012 geprepareerde specimen MPC-D 100/1353, een skelet met schedel. De oortaanduiding eert Toemanova.

## Beschrijving

### Grootte

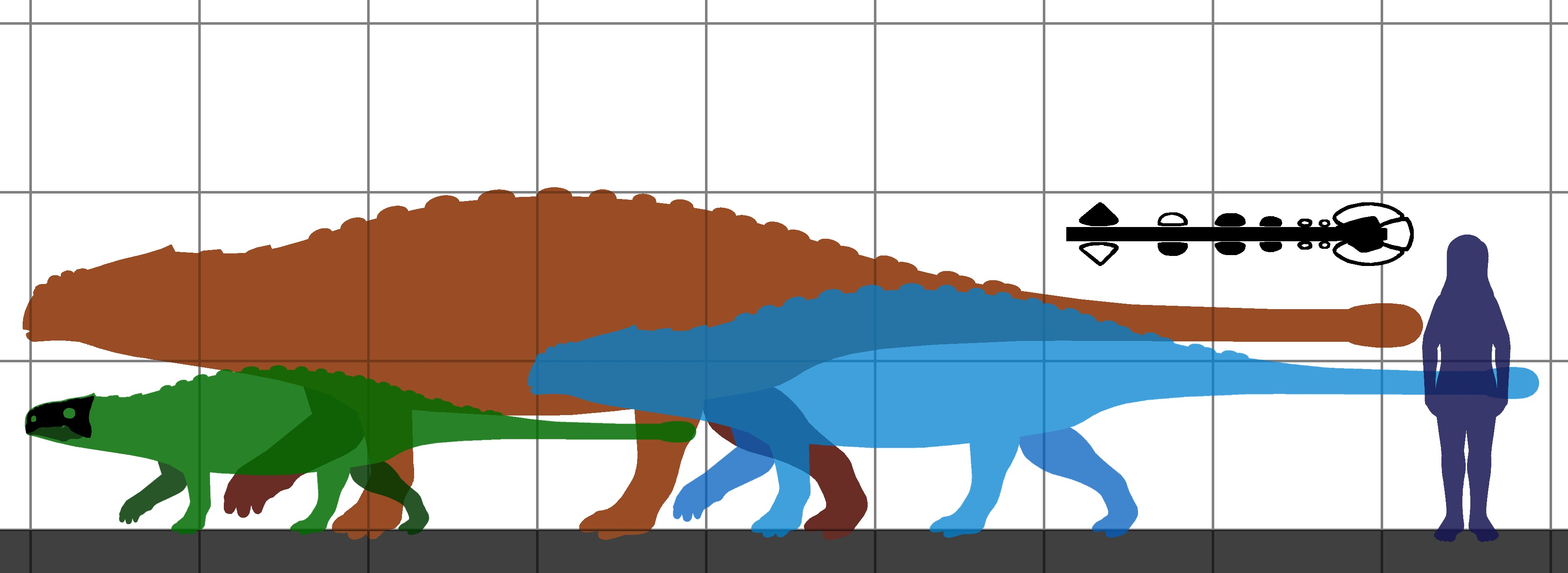
Een vergelijking in grootte met een mens met PIN 551/29 (D. giganteus) in het bruin

Het holotype betreft middelgrote ankylosauriër. Gregory S. Paul schatte in 2010 de lichaamslengte op vierenhalve meter, het gewicht op anderhalve ton. Mocht "Dyoplosaurus" giganteus in feite dezelfde soort zijn, ligt de maximumomvang een stuk hoger want dat betreft een individu van acht meter lang en acht ton zwaar. Een nog grotere omvang wordt gesuggereerd door ZPAL MgDI/43, de grootste ankylosauride staartknots die bekend is.

### Onderscheidende kenmerken
Arbour stelde twee unieke kenmerken van het holotype vast: het achterhoofd is in bovenaanzicht zichtbaar; er loopt een diepe groeve aan de voorkant en zijkant van de hoorn op het squamosum. Deze groeve loopt rond een extra achterste osteoderm op het postorbitale. Mocht Minotaurasaurus inderdaad identiek zijn dan komt daar een specifiek patroon van caputegulae, koptegeltjes, bij.
Penkalski gaf in 2016 twee afwijkende autapomorfieën van Tarchia kielanae. De extra achterste osteoderm, op zich niet uniek, is vergroeid met het schedeldak. Het foramen ovale en de negende tot en met elfde hersenzenuw hebben een enkele buitenste uitgang terwijl de twaalfde hersenzenuw een dubbele uitgang heeft.
Penkalski gaf in 2016 ook kenmerken waarin T. teresae zich van T. kielanae onderscheidt. De extra achterste osteoderm is niet vergroeid met het schedeldak. Het quadratum en de processus paroccipitalis zijn niet vergroeid. Het achterdeel van het schedeldak heeft hogere osteodermen. Hersenzenuwen negen tot en met twaalf hebben een grote gevorkte opening. Het kan niet om Saichania gaan wegens twee verschillen. De squamosale hoorns zijn smaller, korter en meer uiteenstaand, omgeven door een diepe trog om de basis — daarbij is iedere algemene overeenkomst verdacht wegens mogelijke veranderingen gedurende het leven van een individu. De wanghoorn heeft een voorste insnoering van de basis.
In 2021 werden autapomorfieën gegeven van het geslacht op zich. De voorste binnenste caputegula boven de oogkas heeft een golvend profiel met een piek. De achterste buitenste caputegula boven de oogkas heeft een afgeronde voorkant en een platte naar voren gerichte achterkant. De groeve achter de oogkas is aan de voorste binnenzijde slecht afgetekend en bereikt aan de binnenkant de caputegulae van de achterrand van het schedeldak. Het achterhoofdsgat is hoger dan breed.
Daarnaast zou er volgens de studie uit 2021 een unieke combinatie van op zich niet unieke kenmerken aanwezig zijn. De opgaande takken van de praemaxillae vormen een slechts nauwe balk tussen de neusbeenderen. Op de zijde van de snuit bevindt zich een grote ruitvormige capetegula met naar buiten uitstekende achterste kiel. De caputegulae van de voorhoofdsbeenderen zijn rechthoekig. De hoorn van het quadratojugale heeft een nek of insnoering aan de basis. Het achterhoofd is zichtbaar in bovenaanzicht (gedeeld met Minotaurasaurus en Zaraapelta).
Voor Tarchia tumanovae werd in 2021 één aparte autapomorfie gegeven. De enkelvoudige centrale caputegula van de neusbeenderen is relatief gezwollen en bereikt de punt van de snuit niet. Daarnaast is er een unieke combinatie van op zich niet unieke kenmerken. Over het nasofrontale loopt een centrale groeve die licht afstaat zodat een Z-profiel ontstaat. De buitenste caputegulae van de dwarskam op het achterste schedeldak zijn aan de buitenkant hoger dan aan de binnenkant. Op het verhemelte steekt de kiel van de ploegschaarbeenderen beneden het niveau van de tandrijen. Het foramen basioccipitale is matig groot. Er zijn geen caputegulae achter de oogkas. De achterhoofdsknobbel steekt schuin naar beneden. De zone op de achterzijde van de wang, bij het quadratum en quadratojugale, is relatief voorwaarts gelegen. De hoorns boven de oogkas vervloeien. Het achterhoofdsgat is hoog. De quadrata zijn niet vergroeid met de exoccipitalia. De hersenpan is relatief hoog. De caputegulae op de voorhoofdsbeenderen zijn rechthoekig. De dwarskam op het achterste schedeldak is lang. De caputegulae op de neusbeenderen zijn smal. De processus paroccipitales zijn tamelijk lang en reiken zijdelings tot aan de hoorns op de squamosa. Deze hoorns veranderen tijdens de rijping. De buitenste caputegulae van de dwarskam zijn kort in zijaanzicht. Het achterhoofd is in bovenaanzicht zichtbaar. De gaping tussen de pterygoïden is zichtbaar in achteraanzicht.

### Skelet
Schedel ZPal MgD-I/111 heeft een lengte van negentien centimeter en een breedte van 264 millimeter. De hoorns boven de oogkassen zijn vervloeid. Achter de oogkas bevinden zich geen aparte caputegulae. De dwarskam achterop het schedeldak is relatief lang. De buitenste caputegulae van de kam zijn vrij kort van voor naar achter gemeten. De achterhoofdsknobbel is schuin naar onderen en achteren gericht. De hersenpan is relatief hoog. De processus paroccipitales zijn tamelijk lang en reiken tot aan de hoorns op de squamosa. Deze hoorns veranderen volgens de stufie uit 2021 gedurende de rijping sterk van vorm. De neusgaten hebben de voor ankylosauriden gebruikelijke complexe vorm, in dit geval met een ovale extra zijdelingse "C"-opening in de bodem van de externe neusholte. In 2023 werden kenmerken van de neusholte bij een exemplaar gezien als pathologieën.
Tarchia tumanovae heeft negentien maxillaire tanden. De soort heeft een synsacrum van negen wervels. Er is een "steel" van veertien vergroeide staartwervels voor de staartknots die ongeveer even breed als lang is met twee grote ronde osteodermen aan de zijkanten en een kleinere ruitvormige middelste osteoderm. Van het rugpantser zijn twee typen osteodermen gevonden. Het ene is veelhoekig, dun en met een scherpe kiel; het andere is rond en afgeplat met een kiel die naar voren toe zich verlaagt en een holle onderkant.

## Fylogenie
Maryańska plaatste Tarchia in de Ankylosauridae. In de meeste analyses heeft het een tamelijk afgeleide positie. Deze analyses hebben echter voornamelijk de kenmerken van PIN 3142/250 ingevoerd en zouden volgens Arbour op dit punt dus onbetrouwbaar zijn.